# Future Games (album)
Pour les articles homonymes, voir Future Games.
Albums de Fleetwood Mac
Kiln House
(1970) Bare Trees
(1972)
Future Games est le cinquième album studio du groupe Fleetwood Mac, sorti en 1971. Il marque l'arrivée du guitariste américain Bob Welch, qui reste jusqu'en 1975 avec le groupe. C'est aussi avec cet album que Christine McVie fait son entrée officiellement avec le groupe, elle avait joué à titre d'invitée sur les trois précédents albums. 

## Titres

### Face 1
1. Woman of 1000 Years (Danny Kirwan) – 5:28
2. Morning Rain (Christine McVie) – 5:38
3. What a Shame (Kirwan, C. McVie, John McVie, Mick Fleetwood, Bob Welch) – 2:19
4. Future Games (Welch) – 8:18

### Face 2
1. Sands of Time (Kirwan) – 7:23
2. Sometimes (Kirwan) – 5:26
3. Lay It All Down (Welch) – 4:30
4. Show Me a Smile (C. McVie) – 3:20

What a Shame est un instrumental, les titres 1, 5 et 6 sont chantés par Danny Kirwan, les pièces 2 et 8 par Christine McVie et enfin  4 et 7 le sont par Bob Welch.

## Musiciens
- Danny Kirwan : guitare, chant
- Bob Welch : guitare, chant
- John McVie : basse
- Christine McVie : claviers, chant
- Mick Fleetwood : batterie

## Personnel additionnel
- John Perfect : saxophone sur (3)

## Certifications
| Pays              | Certification | Unités certifiées |
| ----------------- | ------------- | ----------------- |
| États-Unis (RIAA) | Or            | 500 000           |